# Cenerentola (Fitinhof-Schell)
Cenerentola (in russo Золушкa?, Zoluška), tratto dall'omonima fiaba, è un balletto in tre atti con le coreografie di Enrico Cecchetti (I e III Atto) e Lev Ivanov (II Atto) sotto la supervisione di Marius Petipa. La musica è del barone Boris Vietinghoff-Scheel (o Fitinhof-Schell), il libretto di Lidija Paškova e di Ivan Vsevoložskij.
Presentato per la prima volta il 17 dicembre 1893 dal Balletto Imperiale al Teatro Mariinskij di Pietroburgo. 
Principali interpreti: Pierina Legnani (Cenerentola), Pavel Gerdt (il principe), Anna Johansson (la fata madrina), Matil'da Kšesinskaja (Odette, la sorellastra), Maria Anderson (Aloisia, l'altra sorellastra), Claudia Kuličevskaja (solista), Nikolaj Aistov (il re), Aleksej Bulgakov (ciambellano).

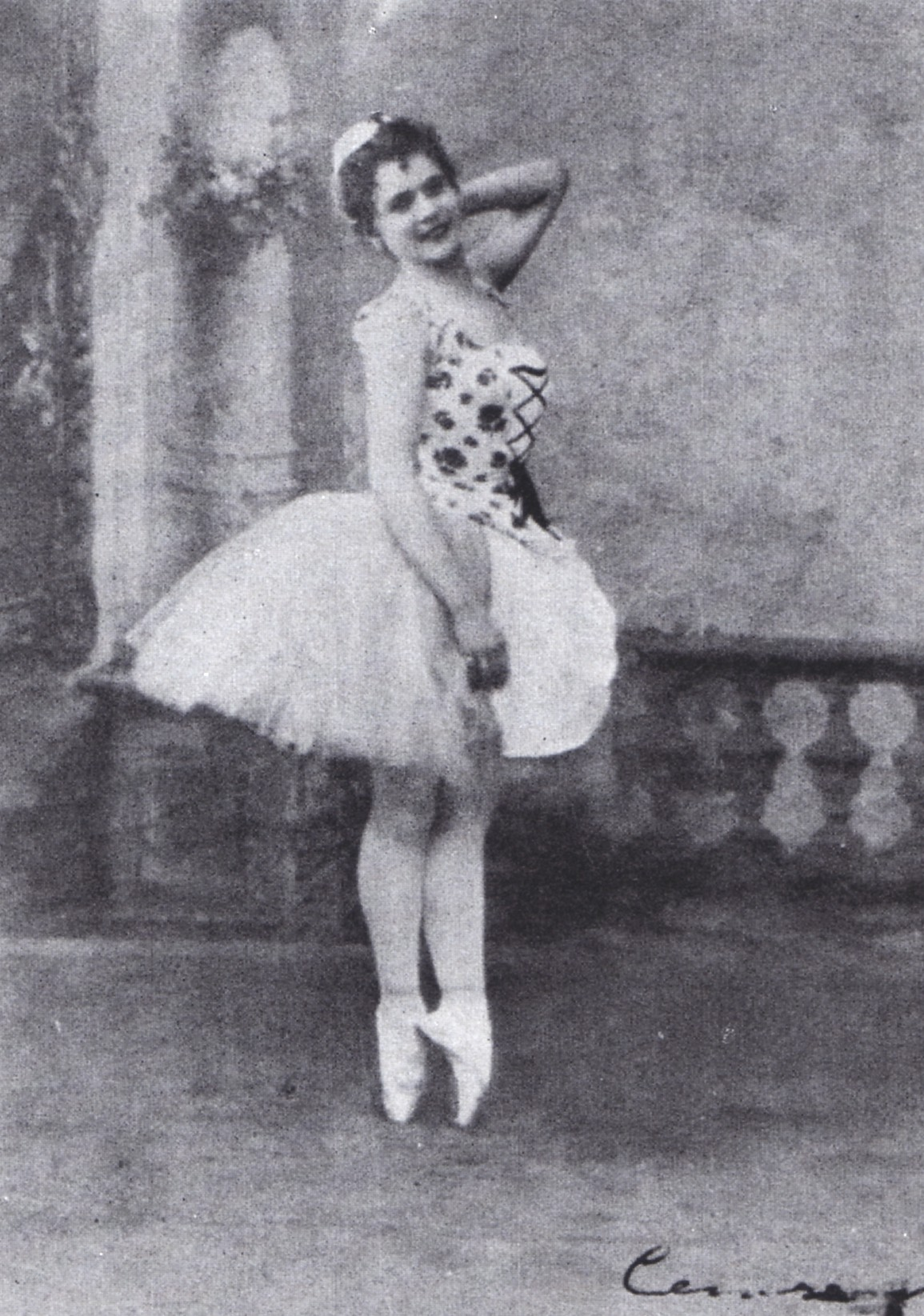
Pierina Legnani in Cenerentola (1893)
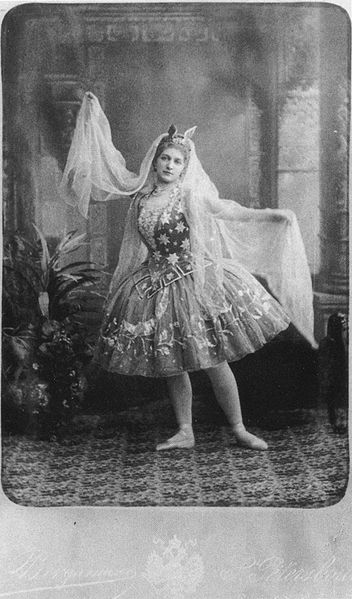
Maria Anderson nel ruolo della Fata Madrina